# Sudovia

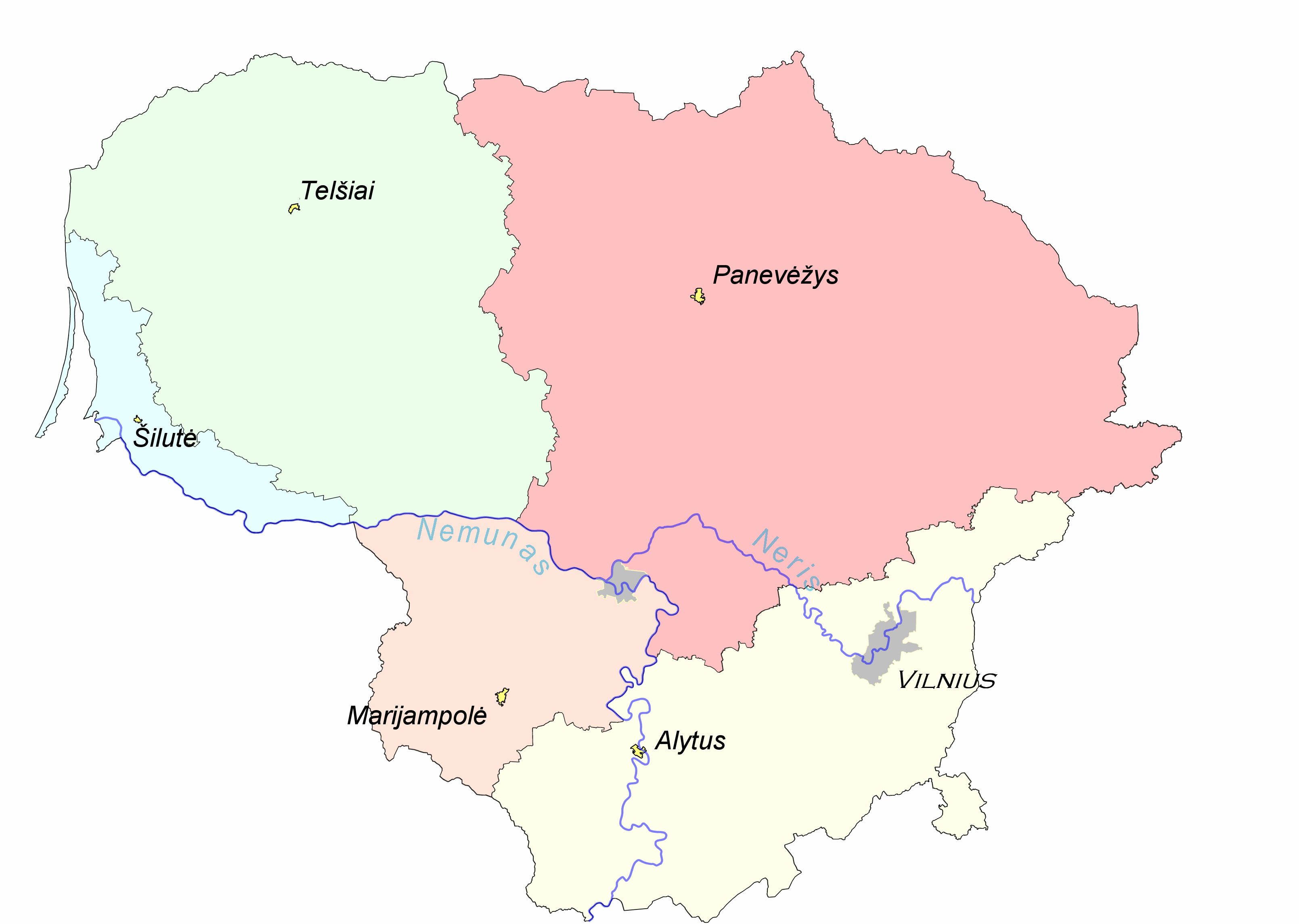
Regioni etnografiche della Lituania, con la Sudovia evidenziata in arancione chiaro.

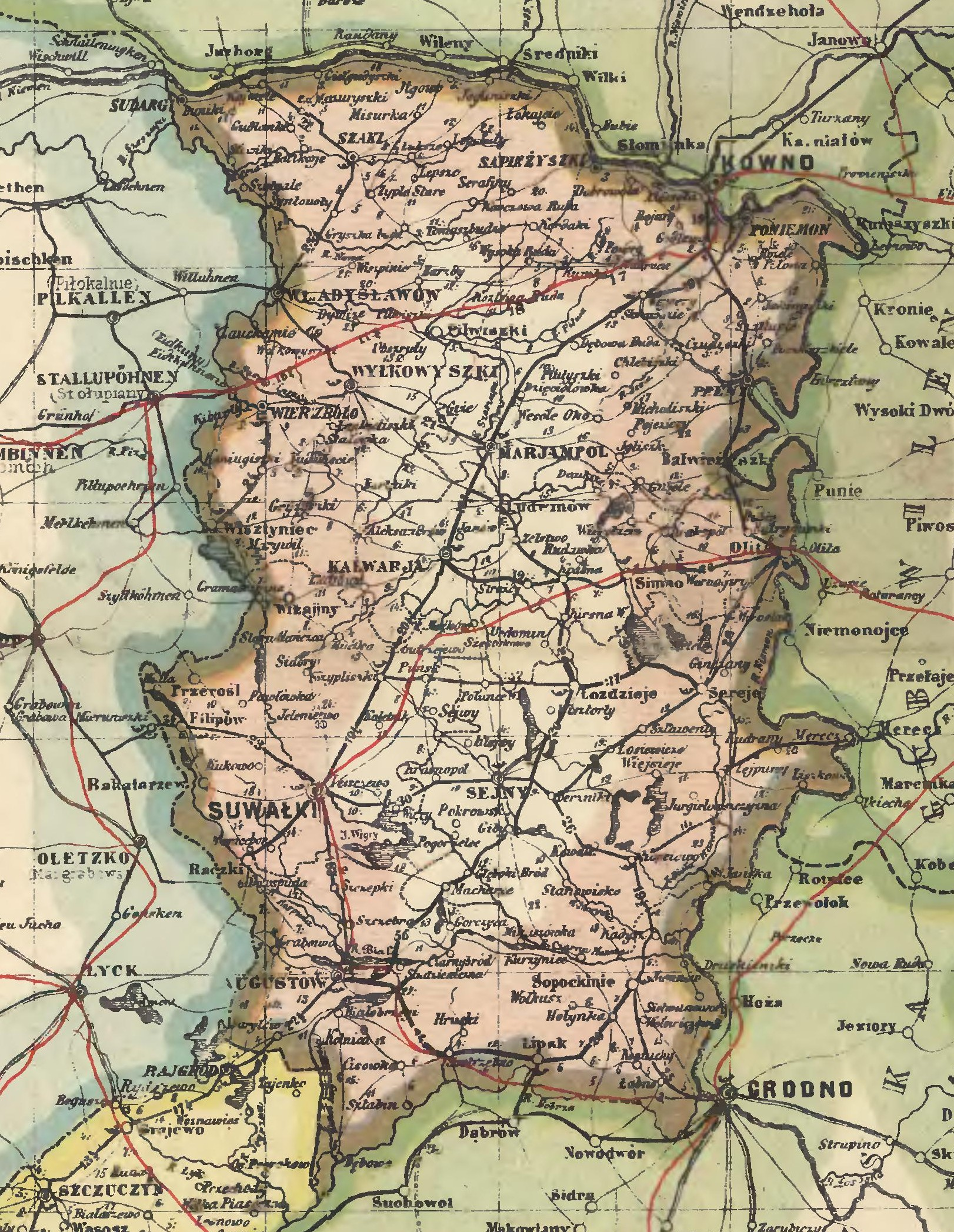
Il Governatorato di Suwalki nel 1911

La Sudovia (in lituano: Sūduva o Suvalkija, in polacco: Suwalszczyzna o Jaćwież) è l'area circondante Suwałki, nel nord-est della Polonia e nella Lituania del sud; è anche il nome di una delle regioni etnografiche della Lituania. Suwałki è la principale città della Sudovia in Polonia, mentre Marijampolė è considerata la sua capitale in Lituania.

## Nome
Suwalszczyzna è anche utilizzato come nome di una piccola regione al confine tra la Polonia e la Lituania, all'incirca corrispondente alla regione etnografica lituana. Siccome la città di Suwałki (in lituano: Suvalkai) è situata nella parte polacca della regione, quest'ultima è talvolta chiamata Suvalkija in lituano: questo avviene perché la parte settentrionale della Guberniya di Suwalki dell'Impero russo corrispondeva alla regione della Sudovia, pertanto la popolazione iniziò a chiamare la gente di quella terra "suvalkiečiai", che letteralmente significa "persone che vivono nella regione attorno alla città di Suvalkai e nella sua terra, la Suvalkija". Oggi tuttavia viene preferito il nome storico Sūduva, su cui si basa il nome italiano Sudovia. Esistono anche varianti del nome, come Sudova etc.

## Storia
In origine, la regione era abitata dalla tribù baltica degli jatvingi, facenti parte del gruppo tribale del Baltico occidentale. La maggior parte del loro territorio fu strappato alla Confederazione Polacco-Lituana con la terza spartizione della Polonia del 1795, quando fu occupata dal Regno di Prussia fino al 1807. Fino al 1815 appartenne al Ducato di Varsavia, e poi al Regno del Congresso (nome assunto dal Regno di Polonia) fino al 1915. Nel 1918 l'area fu suddivisa tra la Polonia e la Lituania lungo le linee etniche, nonostante il territorio fosse stato richiesto per intero dalla Repubblica della Lituania. Il governo della Lituania sostenne i diritti sulla regione basandosi sul trattato di pace del 1920 con la Russia bolscevica, che aveva limitato i confini solo fino a Štabinas, lasciando non definiti i confini fino alla provincia tedesca della Prussia Orientale. Nel 1920, dopo la guerra sovietico-polacca, il Maresciallo Ferdinand Foch propose che l'area fosse assegnata alla Polonia; la proposta fu accettata con la Conferenza di pace di Parigi del 1919, e dopo la guerra polacco-lituana, le forze lituane si ritirarono dall'area e la Polonia ne conquistò il controllo.
Nel 1939 l'area fu occupata dalla Germania nazista e, nonostante le proteste lituane, annessa alla Prussia Orientale. Dopo la seconda guerra mondiale, fu restituita alla Polonia; la RSS Lituana, stato successore della Repubblica di Lituania, annessa dall'Unione Sovietica nel 1940, rinunciò a tutti i diritti sulla regione, decisione che fu poi accettata da tutte le autorità della Lituania indipendente (1991).
La gran parte dell'attuale popolazione della regione, è lituana o polacca, su entrambi i lati del confine. Secondo il censimento nazionale polacco del 2002, c'erano 5.846 lituani abitanti in Polonia, la maggioranza dei quali abitava la regione della Sudovia. Nella regione vi sono scuole e società culturali lituane, e negli uffici del comune di Puńsk si parla correntemente la lingua lituana. Nella parte lituana, molti lituani locali parlano il dialetto sudoviano, anche parlato in parti della Lituania minore, della Samogizia e dell'Aukštaitija.